# Заспа (озеро)
Заспа (укр. Заспа) — озеро, расположенное на территории Голосеевского района Киевского горсовета. Площадь — 0,171 км². Тип общей минерализации — пресное. Происхождение — речное. Группа гидрологического режима — сточное.

## География
Длина — 0,85 км. Ширина наибольшая — 0,35 км, средняя — 0,18 км. Озеро не используется.
Озёрная котловина вытянутая с запада на восток. Озеро образовалось отмежеванием залива Днепра, который в свою очередь был сформирован вследствие русловых процессов Днепра. На востоке протокой (с шлюзовой системой) сообщается с Днепром, также протоками сообщается с другими водоемами (что севернее Заспы, озером Конча). Берега пологие заболоченные с луговой и кустарниковой растительностью, редколесьем (дубравы).
Озеро было в составе заповедника Конча-Заспа, существовавшего в период 1920—1930-е годы.